# Chrysocale uniformis
Chrysocale uniformis là một loài bướm đêm thuộc phân họ Arctiinae, họ Erebidae.